# Aleksandyr Cwetkow (piłkarz)
Aleksandyr Aleksandrow Cwetkow (bułg. Александър Александров Цветков, ur. 31 sierpnia 1990 w Plewenie) – bułgarski piłkarz grający na pozycji defensywnego pomocnika. Od 2016 jest zawodnikiem klubu Czerno More Warna.

## Kariera klubowa
Swoją karierę piłkarską Cwetkow rozpoczął w Liteksie Łowecz. W 2008 roku został przesunięty do kadry pierwszego zespołu Liteksu. 31 maja 2009 zadebiutował w pierwszej lidze bułgarskiej w zwycięskim 1:0 domowym meczu z Lewskim Sofia. W sezonach 2009/2010 i 2010/2011 wywalczył z Liteksem dwa tytuły mistrza Bułgarii. W 2010 roku zdobył też Superpuchar Bułgarii.
W 2016 Cwetkow przeszedł do Czerno More Warna.
| Sezon   | Klub              | Kraj     | Rozgrywki | Mecze | Bramki |
| ------- | ----------------- | -------- | --------- | ----- | ------ |
| 2008/09 | Liteks Łowecz     | Bułgaria | A PFG     | 2     | 0      |
| 2009/10 | Liteks Łowecz     | Bułgaria | A PFG     | 1     | 0      |
| 2010/11 | Liteks Łowecz     | Bułgaria | A PFG     | 13    | 0      |
| 2011/12 | Liteks Łowecz     | Bułgaria | A PFG     | 17    | 0      |
| 2012/13 | Liteks Łowecz     | Bułgaria | A PFG     | 24    | 3      |
| 2013/14 | Liteks Łowecz     | Bułgaria | A PFG     | 33    | 1      |
| 2014/15 | Liteks Łowecz     | Bułgaria | A PFG     | 7     | 0      |
| 2015/16 | Liteks Łowecz     | Bułgaria | A PFG     | 2     | 0      |
| 2015/16 | Liteks Łowecz B   | Bułgaria | B PFG     | 5     | 0      |
| 2016/17 | Czerno More Warna | Bułgaria | A PFG     |       |        |

## Kariera reprezentacyjna
W latach 2010–2012 Cwetkow grał w reprezentacji Bułgarii U-21. W dorosłej reprezentacji swój debiut zanotował 7 października 2011 w towarzyskim spotkaniu z Ukrainą (0:3).